# めいびい
めいびいは、日本の漫画家。作画担当のめいびいと作話担当のリンリンの2人組。成人向け漫画雑誌、一般向け漫画雑誌双方で活動している。

## 人物
- めいびい：作画担当。生年は1984年2月2日（41歳）[1][2]。男性[1]。大阪府出身[3]・東京都立川市在住[4]。
- リンリン：作話担当。生年は1983年4月15日（41歳）[5]。男性[1]。

## 来歴
- 2005年、桜桃書房『コミック夢雅』で商業誌デビュー。以後、ワニマガジン社『COMIC快楽天』、コアマガジン『コミックメガストア』などの成人向け漫画雑誌で作品が掲載される。
- 2006年、秋田書店『月刊ヤングチャンピオン烈』創刊号より『松が丘エンジェル』を連載し、一般向け漫画雑誌でもデビュー。
- 2008年、raiL soft制作のPC用アダルトゲーム『霞外籠逗留記』の原画、キャラクターデザインを担当。また同年、スクウェア・エニックス『ガンガンパワード』に掲載された読み切り作品『黄昏乙女×アムネジア』が、2009年より同社『月刊ガンガンJOKER』で連載作品となる。同作品は2013年まで連載され、2012年4月よりTVアニメが放送された。
- 主催する同人サークル「アーマードギンカクジ」は2004年ごろより活動中。

## 作品リスト

### 漫画作品

#### 連載
- 7代目のとまり！（『ヤングチャンピオン烈』2008年Volume.13 - 2008年Volume.15） - 『7代目のとまり！』に収録。
- 黄昏乙女×アムネジア（『月刊ガンガンJOKER』2009年 - 2013年）
- はじめてと、（『ヤングチャンピオン烈』2009年Volume.19 - 2009年Volume.21） - 『7代目のとまり！』に収録。
- 結婚指輪物語（『月刊ビッグガンガン』2014年[6] - 2024年[7]）
- かつて神だった獣たちへ（『別冊少年マガジン』2014年[8] - 2023年[9]）

#### 読み切り
- パステルあいぼりぃ（『Galge.com』2005年） - 『7代目のとまり！』に収録。
- 忍者少女、まかり通る（『Galge.com』2005年） - 『7代目のとまり！』に収録。
- サンディ、ゴーホーム!!（『コミック夢雅』2005年11月号） - 『7代目のとまり！』に収録。
- 80D（『Galge.com』2006年） - 『7代目のとまり！』に収録。
- メテユンデ（『ヤングチャンピオン烈』2008年Volume.12） - 『7代目のとまり！』に収録。

### 書籍

#### 漫画単行本
一般向け
- 『松ヶ丘エンジェル』 秋田書店〈ヤングチャンピオン烈コミックス〉、2008年1月18日発売、ISBN 978-4-253-25533-2
- 『7代目のとまり！』 秋田書店〈ヤングチャンピオン烈コミックス〉、2010年2月19日発売、ISBN 978-4-253-25506-6、短編集
- 『黄昏乙女×アムネジア』 スクウェア・エニックス〈ガンガンコミックスJOKER〉2009年 - 2013年、全10巻
- 『結婚指輪物語』 スクウェア・エニックス〈ビッグガンガンコミックス〉2014年 - 2024年、全15巻
- 『かつて神だった獣たちへ』 講談社〈講談社コミックス〉2014年 - 2023年、全15巻

成人向け
- 『満開乙女』 ワニマガジン社〈ワニマガジンコミックススペシャル〉、2008年8月29日発売、ISBN 978-4-86269-065-4

#### 画集
- 『めいびい ARTWORKS 2008-2018』スクウェア・エニックス、2018年2月24日発売[12]、ISBN 978-4-7575-5639-3

### その他
- 霞外籠逗留記（PC用アダルトゲーム、2008年）原画・キャラクターデザイン。
- オイランルージュ -花魁艶紅-（PC用アダルトゲーム、2011年）原画・キャラクターデザイン。
- あまサドアンソロジー（アンソロジーコミック、2024年）イラスト[13]